# Stigmus
Stigmus (лат.) — род песочных ос (Crabronidae), из подсемейства Pemphredoninae (подтриба Stigmina, триба Pemphredonini). Встречаются повсеместно, кроме Африки и Австралии. 25 видов.

## Распространение
В мире известно 25 видов, в Палеарктике 9, в России 7 видов.

## Описание
Мелкие осы, длина тела около 5 мм. Окраска, как правило, чёрная, со светлыми отметинами на ногах, усиках, плечевых буграх и челюстях. В переднем крыле одна дискоидальная ячейка и две радиомедиальные. Средние голени с одной шпорой. Брюшко стебельчатое. Гнёзда устраивают в сердцевине ветвей. Охотятся на тлей и листоблошек, которыми выкармливают своих личинок.

### Список видов
Известно около 30 видов
- Stigmus americanus Packard, 1867
- Stigmus aphidiperda Rohwer, 1911
- Stigmus capoblongus Bashir & Ma, 2019[9]
- Stigmus carinannulatus Li & Ma, 2024[7]
- Stigmus convergens Tsuneki, 1954
- Stigmus cuculus Dudgeon in Nurse, 1903
- Stigmus clypeglabratus Li & Ma, 2024[7]
- Stigmus denticorneus Bashir & Ma, 2019[9]
- Stigmus eurasiaticus Mokrousov, 2017[6]
- Stigmus flagellipilaris Li & Ma, 2024[7]
- Stigmus fraternus Say, 1824
- Stigmus fronticoncavus Bashir & Ma, 2019[9]
- Stigmus fulvicornis Rohwer, 1923
- Stigmus fulvipes W. Fox, 1892
- Stigmus hubbardi Rohwer, 1911
- Stigmus inordinatus W. Fox, 1892
- Stigmus interruptus Bashir & Ma, 2019[9]
- Stigmus japonicus Tsuneki, 1954
- Stigmus kansitakuanus Tsuneki, 1971
- Stigmus lobomelanicus Bashir & Ma, 2019[9]
- Stigmus pendulus Panzer, 1804typus
- Stigmus rugidensus Li & Ma, 2024[7]
- Stigmus solskyi A. Morawitz, 1864
- Stigmus sulciconspicus Li & Ma, 2024[7]
- другие виды